# Ganglio stellato
Il ganglio stellato, o cervicotoracico, è un ganglio del sistema simpatico formato dalla fusione del ganglio cervicale inferiore e del primo ganglio toracico, che è presente nell'80% dei casi.
A volte il secondo e terzo ganglio toracico partecipano alla formazione del ganglio stellato.
Il ganglio stellato è relativamente grande (10-12 × 8-20 mm) rispetto ai più piccoli gangli toracici, lombari o sacrali; ha forma poligonale, da cui il nome "stellato".
Il ganglio stellato si trova all'altezza di C7, anteriormente al processo trasverso di C7 e del collo della prima costa, superiormente alla pleura cervicale e appena sotto l'arteria succlavia. È ricoperto sul versante superiore dalla lamina prevertebrale della fascia cervicale. Anteriormente è in rapporto con l'arteria carotide comune, l'arteria succlavia e l'inizio dell'arteria vertebrale; arteria vertebrale che a volte può lasciare un solco sulla parte apicale del ganglio.
La parte apicale del ganglio è in rapporto con la fascia endotoracica, da cui è ricoperto, e la pleura parietale.
Il ganglio stellato destro è in rapporto con la vena brachiocefalica destra anteriormente e, sempre anteriormente, con la parte sternale dell'arteria succlavia.
Lateralmente è in rapporto con la prima arteria intercostale.
Medialmente è in rapporto con il muscolo lungo del collo.

## Significato clinico
Il ganglio può essere tagliato per alleviare i sintomi del fenomeno di Raynaud e dell'iperidrosi delle mani. Iniezioni di anestetico nella zona del ganglio stellato possono a volte alleviare i sintomi dolorosi mediati dall'ortosimpatico come la sindrome dolorosa regionale complessa di tipo I. Si fanno spesso iniezioni vicino al tubercolo di Chassaignac (tubercolo anteriore del processo trasverso di C6) dato che si tratta di un punto importante vicino alla cartilagine cricoide. Si ritiene che l'anestetico si diffonda lungo i muscoli paravertebrali fino al ganglio stellato.
Bloccando il ganglio stellato si è notata una buona possibilità di ridurre la comparsa di vampate notturne e risvegli da parte di pazienti sopravvissuti al cancro della mammella e donne con menopausa grave.
Le complicazioni associate con il blocco del ganglio stellato includono la sindrome di Bernard-Horner, iniezioni intra-arteriose o intra-venose, difficoltà nel deglutire, paralisi delle corde vocali, diffusione epidurale di anestetico locale e pneumotorace.
L'agopuntura del ganglio stellato è utilizzata nella medicina tradizionale cinese per alleviare i sintomi mediati dall'ortosimpatico.
Il blocco del ganglio stellato è stato esaminato anche nel bypass coronarico.